# Clima de Portugal

Mapa climático de Portugal Continental segundo a classificação climática de Köppen-Geiger

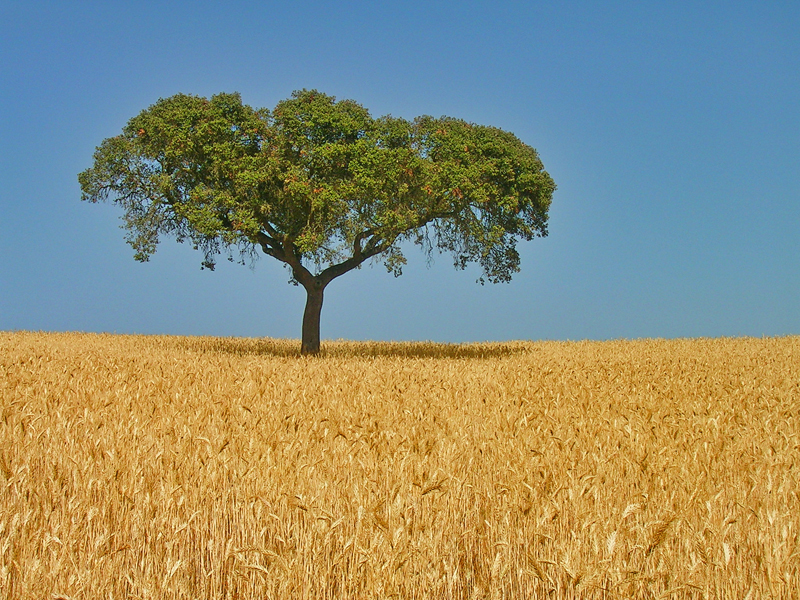
Sobreiro num campo de trigo, uma imagem típica da região do Alentejo.

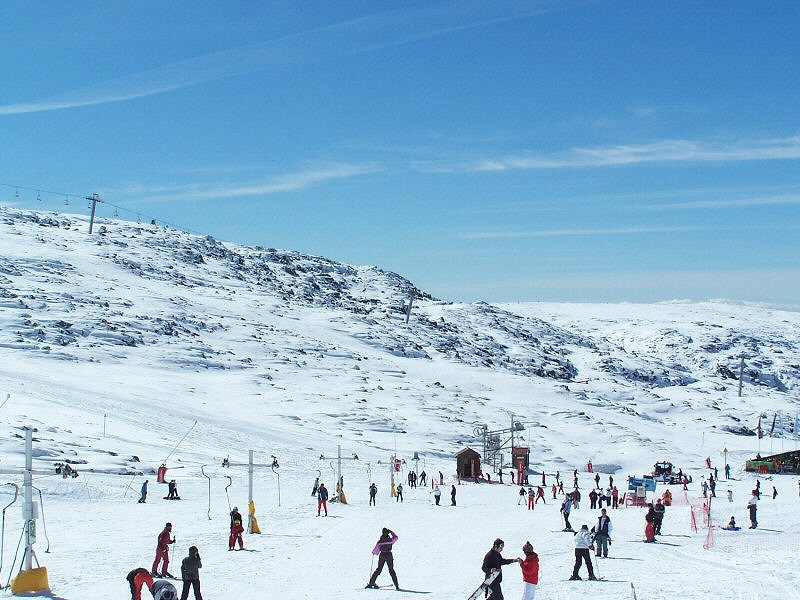
Estância de esqui na Serra da Estrela, o ponto mais alto de Portugal continental.

O clima em Portugal é mediterrânico, Csa no sul e Csb no norte, de acordo com a classificação climática de Köppen-Geiger. Portugal é um dos países europeus mais amenos: a temperatura média anual em Portugal continental varia dos 4 °C no interior norte montanhoso até 18 °C no sul, na bacia do Guadiana. Os verões são amenos nas terras altas do norte do país e na região litoral do norte e do centro. O outono e o inverno são tipicamente ventosos, chuvosos e frescos, sendo mais frios nos distritos do norte e central do país, nos quais ocorrem temperaturas negativas durante os meses mais frios. No entanto, nas cidades mais ao sul de Portugal, as temperaturas só muito ocasionalmente descem abaixo do 0 °C, ficando-se pelos 5 °C na maioria dos casos.
Normalmente, os meses de Primavera e Verão são ensolarados e as temperaturas são altas durante os meses secos de julho e agosto, podendo ocasionalmente passar dos 40 °C em boa parte do país, em dias extremos, e com maior frequência no interior do Alentejo.
A precipitação total anual média varia de pouco mais de 3000 mm nas montanhas do norte a menos de 500 mm em zonas do sul do Alentejo. O país tem à volta de 2500–3200 horas de sol por ano, e uma média de 4–6 horas no Inverno e 10–12 horas no Verão, com valores superiores no sudeste e inferiores no noroeste.
A neve ocorre regularmente em quatro distritos no norte do país (Guarda, Bragança, Vila Real e Viseu) e diminui a sua ocorrência em direcção ao sul, até se tornar inexistente na maior parte do Algarve. No Inverno, temperaturas inferiores a -10 °C e nevões ocorrem com alguma frequência em pontos restritos, tais como a Serra da Estrela, a Serra do Gerês e a Serra de Montesinho, podendo nevar de Outubro a Maio nestes locais.
Os arquipélagos da Madeira e Açores têm uma faixa mais estreita de temperatura, com temperaturas médias anuais que excedem os 20 °C, de acordo com o Instituto de Meteorologia, na costa sul da ilha da Madeira. A precipitação total anual média no território continental varia de pouco mais do que 3000 mm nas montanhas do norte, até menos de 400 mm na região do vale do Guadiana, próximo na zona de Mértola. Na Montanha do Pico, nos Açores, fica o local mais chuvoso de Portugal, atingindo os 6250 mm num ano, de acordo com o IM (Instituto de Meteorologia).
As ilhas dos Açores situam-se na dorsal meso-atlântica ao passo que as ilhas da Região Autónoma da Madeira foram formadas pela actividade de um ponto quente, de forma semelhante às ilhas do Havai. Algumas ilhas tiveram recentemente actividade vulcânica, a mais conhecida, ocorreu em 1957. Tanto as ilhas dos Açores como a da Madeira têm um clima temperado, mas existem diferenças entre as ilhas, principalmente devido a diferenças na temperatura e precipitação.
As ilhas dos Açores não têm meses secos no Verão, logicamente um clima temperado marítimo em que segundo Köppen-Geiger (Cfb) há uma ausência de meses secos no Verão. Na vertente norte da ilha da Madeira apresenta-se um clima oceânico, enquanto que a vertente sul tem um clima mediterrânico, com maior humidade do que num clima mediterrânico típico, mas com menos humidade do que na vertente norte da ilha. As Ilhas Selvagens, que se incluem no arquipélago da Madeira, têm um clima desértico (BWh) com uma precipitação total anual média de cerca de apenas 150 mm (5,9 pol.). As temperaturas médias à superfície do mar nestes arquipélagos variam dos 16 °C—18 °C, no Inverno, aos 23 °C—24 °C, no Verão, atingindo ocasionalmente os 26 °C.